# 卡爾瓦拉索山 (萬卡韋利卡大區)
12°57′49″S 75°02′14″W / 12.96361°S 75.03722°W
卡爾瓦拉索山（Ccarhuarazo），是秘魯的山峰，位於該國中南部萬卡韋利卡大區，由聖阿納區和萬卡韋利卡區負責管轄，屬於瓊塔山脈的一部分，海拔高度5,169米。